# Rama IX-brug
De Rama IX-brug (ook Dao Kanong-brug) is een brug over de Menam in Bangkok. De brug verbindt het Yan Nawa District met het Rat Burana District. De Rama IX-brug maakt deel uit van de Chaloem Maha Nakhon Expressway.
De brug is vernoemd naar koning Rama IX ter ere van zijn 60e verjaardag en ging ook op die dag (5 december) open. De Rama IX-brug was in 1987 de eerste tuibrug van Thailand, met toen de op een na langste kabeloverspanning ter wereld.
In 2006 werd de brug tijdelijk geel gemaakt voor de verjaardag van de koning.
Kanchanaphisek-brug · Bhumibol II-brug · Bhumibol I-brug · Rama IX-brug · Krungthep-brug · Rama III-brug · Taksinbrug · Phra Pok Klao-brug · Phra Phutta Yodfa-brug · Phra Pinklao-brug · Rama VIII-brug · Krung Thon-brug · Rama VI-brug · Rama VII-brug · Rama V-brug · Phra Nang Klao-brug · Phra Nang Klao Parallel-brug · Rama IV-brug · Nonthaburi-brug · Pathum Thani-brug · Pathum Thani II-brug · Chiang Rak-brug · Bang Sai-brug · Ko Rian-brug · Kasatrathirat-brug · Ayutthaya–Phu Khao Thong-brug · Pa Mok-brug · Ang Thong-brug · Ang Thong II-brug · Wat Chaiyo-brug · Phrom Buri-brug · Luang Pho Phae-brug · Sing Buri-brug · In Buri-brug · Wat Khok Chan-brug · Chao Phraya Dam · Chainat-brug · Thammachak-brug · Somdet Phra Wannarat Heng Khemchari-brug · Takhian Luean-brug · Dechatiwong-brug